# Důvěra
Důvěra (ze stč. do-vierie) je ochota jedné osoby spoléhat se na jinou osobu, resp. ochota entity nechat ohrozit budoucnost (ve smyslu dobrého jména) takové své vlastnosti, které si entita cení, subjektem, nad jehož chováním entita nemá úplnou kontrolu nebo jehož činnost pro ni není zcela transparentní. Typickými vlastnostmi, jež jsou vkládáním důvěry vystavovány riziku, jsou čest, spolehlivost nebo (vlastní) důvěryhodnost.
Projevy důvěry jsou motivovány možností získání nějaké výhody, např. nabytí informace nebo přijetí zaměstnance pro práci, která vyžaduje nakládání s utajovanými skutečnostmi. Oběma entitami ve vztahu důvěry mohou být jak bytosti, používající přirozenou inteligenci, tak umělé systémy; příkladem případu, ve kterém jsou obě strany reprezentovány umělými systémy, je důvěra webového prohlížeče v certifikační autoritu.
Spoléhání na druhou stranu (člověka, instituci, věc, …) je odvozováno od vnímání jejích schopností a její věrohodnosti. Důvěra se vždy vztahuje k budoucnosti, a musí se tedy opírat o věci, které nelze bezpečně vědět; vždy je tedy spojena s nejistotou a rizikem.

## Problematika definice
Jelikož pojem důvěra zasahuje do mnoha vědeckých oblastí, jako je sociologie, psychologie, ekonomie, politologie či filosofie, existuje tak i několik náhledů na jeho vymezení, odvíjející se nejenom od studijních oborů, ale i od teoretiků samotných (viz Vývoj pojmu). Původně byl pojem důvěra pojímán jako součást víry. Modernější chápání důvěry můžeme spatřit u francouzského myslitele Blaise Pascala v 16. století, který ji pojímá jako spojení víry a rizika. Velký sociologický slovník vymezuje důvěru jako „typ postoje a zároveň mezilidského vztahu, který vyvolává pocit jistoty plynoucí z přesvědčení, že partner komunikace (osoba, instituce) splní určitá očekávání“. Různých výměrů pojmu je celá řada, všechny se ale shodují v tom, že se jedná o pocitový vztah k okolí, který se zakládá na předpokladu, že okolí dodrží námi očekávané modely chování a jednání.

## Vývoj pojmu

### Lingvistické hledisko
Význam slova důvěra se v různých jazycích liší a v průběhu času proměňuje. Anglický výraz (trust) pochází původně z dánštiny či norštiny, kde označuje pomoc, podporu, pravdu a pohodlí. Jako ekvivalenty důvěry uvádí Oxfordský etymologický slovník jistotu, spolehlivost, poctivost, věrnost či závazek vůči někomu. Naproti tomu ve francouzštině vychází důvěra (confiance) od slova víra (foi) a významově se blíží naději, afektivní či vášnivé víře. Tyto charakteristiky poukazují na rozdílné pojetí důvěry v anglosaské a románské kultuře: anglický výraz klade důraz na racionalitu a praktičnost, kdežto z francouzštiny je cítit silnější intuitivnost, citlivost, až naivita.

### Sociologické koncepce
Problematika důvěry má v rámci sociologie dlouhou tradici.  V souvislosti s utvářením společnosti se jí zabývali například angličtí filozofové Thomas Hobbes , který ve spisu Leviathan tvrdí, že v přirozeném stavu panuje mezi lidmi nedůvěra a strach, tudíž je dobře, že je uzavřena společenská smlouva a stát vede autoritativní vládce, nebo John Locke. Locke vyzdvihuje význam důvěry mezi občany jakožto předpoklad k fungující společnosti. Mezi klasiky sociologie pak fenomén důvěry zkoumal Alexis de Tocqueville ve spojitosti s důležitostí občanského sdružování pro demokracii nebo Emile Durkheim. Durkheimova teorie uvádí, že důvěra je spojena s tím, na jaké úrovní je společnost rozvinuta z hlediska dělby práce. Tam, kde se dělba práce nerozvinula, převládá pouze mechanická solidarita daná podobností lidí. Ve společnostech s diferenciací práce dochází k pravé důvěře mezi lidmi, která je založena na nutné závislosti jednoho člověka na druhém.
Prvním, kdo uvažoval o důvěře jako o samostatném tématu, byl až německý sociolog Georg Simmel. Důvěru zkoumal v souvislosti se sociálními vztahy a společností, kterou vnímal jako neustálý proces fungující na principu reciprocity. Simmel ovšem nestudoval fenomén důvěry jen v oblasti mezilidských vztahů, tedy jako interpersonální důvěru.
Zabýval se zároveň institucí peněz (kniha Philosophie des Gelsdes), díky čemuž posunul důvěru do oblasti neosobních vazeb, tedy k důvěře v makrosociální entity. Proces směny je dle Simmela ovlivněn veřejnou důvěrou ve vládu, která peníze vydává, a důvěrou v trvalost, určitou stabilitu a budoucí směnitelnost peněz. Německý sociolog také významně přispěl k definování důvěry z funkcionalistického hlediska, když ji označil za určitého prostředníka mezi věděním a nevěděním. Právě v situaci polovědomí, kdy jedinec nezná veškeré informace o druhé straně, je nezbytný akt důvěry, kterým se jedinec dokáže přenést přes neznámé a vztah navázat.
Na Simmela navazuje svou ucelenou koncepcí německý sociolog Niklas Luhmann, který zdůrazňuje nárůst důležitosti důvěry s rozvojem moderní společnosti.  Soustřeďuje se především na roli důvěry v rámci komunikace a její odlišení od pojmu důvěřivost. Důvěřivost na rozdíl od důvěry nevyžaduje angažovanost a týká se vztahu aktérů k funkčním systémům, například ekonomickým či politickým.
Na tuto koncepci později kriticky navazuje britský sociolog Anthony Giddens, který zkoumá fenomén důvěry jako typický rys pozdně moderní doby, přičemž tvrdí, že celý institucionální aparát modernity závisí právě na důvěře. Na rozdíl od Luhmanna, který spojuje důvěru s konkrétními okolnostmi, ve kterých jedinci vědomě zvažují alternativní jednání, vidí Giddens důvěru jako kontinuální stav. Podle Luhmana: “Když se zdržíš jednání, nevystavuješ se riziku.” Giddens v opozici navrhuje nevztahovat pojem k přítomnosti času a prostoru, jelikož existence důvěry vychází z nedostatku úplných informací. Giddensovy úvahy ovšem, jak sám přiznává, vycházejí z tzv. utopického realizmu, ve svém pojetí totiž pracuje s ideální představu důvěry a zapomíná na mnohá úskalí či možnosti zneužití.
Mezi další teoretiky důvěry druhé poloviny 20. století patří americký politický ekonom Francis Fukuyama, který považuje důvěru za nezbytnou podmínku ekonomické prosperity, dále pak americký sociolog Adam B. Seligman, který analyzuje fenomén důvěry z historického hlediska souvisejícího s procesem diferenciace rolí či polský sociolog Piotr Sztompka, který klade důraz na kulturní dimenzi důvěry.

## Kategorizace důvěry
V sociologickém diskurzu existuje mnoho náhledů na dělení důvěry, Jednou zmožných klasifikací je dělení dle typu objektu, ke kterému se důvěra vztahuje. Podle tohoto přístupu se důvěra rozděluje na intrapersonální (sebedůvěru), interpersonální (mezilidská důvěra) a důvěru systémovou, která se dále dělí, podle jednotlivých systémů.

### Sebedůvěra
Pojem sebedůvěra lze definovat jako spoléhání na sebe sama. Sebehodnocení, sebereflexe, na co věříme, že máme. Zintenzivnění osobní důvěry probíhá prostřednictvím sebezkoumání. Podle Giddense se tak objevování sebe sama stává projektem zahrnutým reflexivity modernity, kdy jednotlivec hledá sebepojetí ve světě abstraktních systémů. Zaujetí rozvojem sebe sama může být chápáno jako narcistní a hédonistické. Takové zaujetí může pramenit z rozpadu starých pospolitních řádů ve společnosti či být důsledkem sociální manipulace. Na druhou stranu je starost o naplnění osobní identity také pozitivním osvojením okolností, vznikající působením globálních vlivů na každodenní život.
Abraham Maslow, americký psycholog, označil seberealizace jako existenční potřebu naplnit své schopnosti a snažit se být nejlepším, jakým jen individuum může být. Mimo jiné definoval seberealizované osoby schopností vnitřní etiky, která není závislá na vnějším systému, autoritě.

### Interpersonální důvěra
Silná psychologická potřeba nacházet druhé, kterým můžeme důvěřovat, ovlivňuje jedince. Potřeba lidského individua důvěřovat je podle neopsychoanalytika Erika Eriksona nejintenzivněji utvářena v období kojeneckého věku. Tehdy v závislosti na okolních faktorech, jako je mentální nastavení matky či stabilita stimulů, buď vzniká, anebo nevzniká důvěra v sebe sama, v okolí a také důvěra k blízkým.
Mezi pospolité vztahy stavějící na důvěře a vzájemnosti můžeme řadit: vztahy samy o sobě, příbuzenské svazky, vztahy fungující na intimitě sobě rovných (přátelství) a vztahy založené na sexuální intimitě, tedy vztahy partnerské.
Kvůli urychlující se globalizaci se zesílilo propojení intimních záležitostí každodenního života s abstraktní mi systémy. Důvěra na osobní úrovni se tak stává projektem, na kterém by zúčastněné strany měli pracovat, prostřednictvím otevřenosti, laskavosti a vřelosti, tedy vzájemném procesu sebeotvírání.
Německý sociolog Ferdinand Tönnies rozvíjí problematiku lidského soužití a potvrzuje, že růst individualismu je negativním důsledkem civilizačního pokroku ve společnosti. Také přichází s pojmy Gemeinschaft a Gesellschaft, čímž proti sobě staví pospolitý charakter tradiční společnosti, ve kterém funguje sociální důvěra, a neosobnost moderního života.

### Systémová důvěra
Kromě důvěry mezi jednotlivci, která předpokládá dlouhodobou známost a tím vzniklou odůvodněnou důvěrnou znalost, existuje i důvěra v abstraktní systémy. Tato důvěra je nastolována mezi laickou veřejností a představiteli abstraktních systémů pomocí přístupových bodů, kde se setkávají tzv. tvářné a beztvářné závazky. K této koncepci dospěl při svých úvahách o vztahu mezi interpersonální a systémovou důvěrou Anthony Giddens. Tvářné závazky se dle něj týkají důvěry v konkrétní osoby, tedy vztahů, v nichž se aktéři setkávají tváří v tvář, kdežto netvářné závazky se vztahují k neosobním principům a abstraktním systémům. V jistých případech se kontakt mezi jednotlivci a skupinami, představujícími tyto systémy, ani nepředpokládá. Tomuto procesu se říká vyvázání, kdy dochází k vytržení sociálního vztahu z místního kontextu.
Abstraktní systémy se dají rozdělit na symbolické znaky, jako jsou například peníze či expertní systémy. Důvěra v expertní systémy je utvářena především v raném věku pomocí „skrytých učebních osnov“. Dítěti je předáván nejen obsah technických poznatků, ale i bezpodmínečná úcta k technickému vědění. Jedna z příčin důvěry ve vědu je její spolehlivá pověst vědění. Postoje důvěry jsou ovlivňovány zkušenostmi v přístupových bodech a aktualizovaným věděním například prostřednictvím médií.

#### Důvěra ve společnost jako celek
Mezi nejdůležitější prostředky, jimiž společnosti důvěru podporují, patří slib a přísaha, společenský mrav, právo a peníze. Dodržování daného slova, slibu a přísahy se ve všech známých společnostech vysoce hodnotí a jejich porušení se může trestat. Zásada „sliby je třeba dodržovat“ (pacta sunt servanda) se od římských dob pokládá za základ práva. Právo sice nemůže zločinům úplně zabránit, jeho smysl je však podle německého sociologa N. Luhmanna v tom, že podporuje důvěru ve společnost a očekávání spravedlnosti. Moderní ekonomie objevila význam očekávání a důvěry pro hospodářství a finanční krize jsou do značné míry krizemi důvěry v instituce a investice. Moderní peníze (fiduciární peníze, angl. fiat money) nemají žádnou materiální hodnotu a jsou založeny pouze na důvěře.

#### Politologický koncept
Z politologického pohledu je s důvěrou nejvýrazněji spojena demokracie. Na rozdíl od diktatury nebo monarchie, kde se o vládě rozhoduje jinak, v demokracii rozhodují o oprávnění vládnout občané tím, že se sami rozhodují, komu tuto důvěru dají. Vládnout bude člověk nebo skupina, které dal důvěru největší počet voličů. Na druhé straně se demokratická vláda legitimuje právě a pouze tím, že získala důvěru voličů. Ani sebe dokonalejší volební procedura však nemůže zaručit, že volební kandidáti své voliče neoklamou falešnými sliby a podobně. Proto se i zde hovoří o důvěře, která nikdy není jistotou.    

### Další přístupy k dělení
Další možnou klasifikaci důvěry nabízí americký sociolog Orlando Patterson který nerozlišuje pouze mezi důvěrou osobní a neosobní, ale i mezi důvěrou přímou a nepřímou. Přímá důvěra dle Pattersona souvisí primárně se vztahem mezi dvěma lidmi, ale může exisovat i ve větší skupině, jejíž členové se rozhodli vložit důvěru v jedinou, známou osobu. Nepřímá důvěra pak odkazuje na vztah, v němž figuruje třetí strana, která nemusí být aktérovi, jenž vkládá důvěru, známá.
Odlišnou kategorizaci uvádí francouzští sociologové Phillippe Bernoux a Jean-Michel Servet, kteří rozlišují mezi důvěrou vertikální a horizontální. Vertikální důvěra se objevuje v hierarchických vztazích mezi nadřízenými a podřízenými a to buď v určité komunitě, organizaci nebo v celé společnosti. Kdežto horizontální důvěra je důvěrou mezi sobě rovnými.
Důvěru lze také dělit podle poměru důvěřivých prvků ku celku na všeobecnou (druhé straně bezmezně věříme) či specifickou, která je omezena na určité oblasti schopností či vlastností druhé strany. Jednotlivec může například důvěřovat lékařovi v jeho odborných znalostech, ale již méně jeho schopnosti hrát na klavír.

## Důvěra a genderové rozdíly
V roce 1997 vydali S. E. Cross a L. Madson publikaci Models of the self: Self-counstruals and gender, ve které tvrdí, že na mezilidské vztahy a důvěru se od nich se odvíjející může mít vliv i naše pohlaví. Zatímco muži sami sebe vnímají a o sobě často referují jako o nezávislých, ženy samy sebe rády definují v rámci větších celků. Ženy rády hovoří o skupinách, do kterých patří, a často se ztotožňují s vlastnostmi oněch větších celků. Na rozdíl od toho muži spíše hovoří o jejich oddělenosti od větších skupin. Ženy kladou větší důraz na blízkost a intimitu vztahů s jednotlivými členy skupiny, muži zase na celkovou identitu a cíle skupiny. Podle toho se odvíjejí i rozdíly mezi důvěrou mužů a žen. Podle výzkumu, který proběhl v roce 2004 na univerzitě v americkém Ohiu mezi 147 studenty (z toho 79 mužů, 68 žen) za pomocí kladení otázek mířených na zjištění míru důvěry ve skupinách v kontextu genderových rozdílů, se došlo k závěru, že ženy výrazně více důvěřují jednotlivým členům skupiny, se kterými mají dobré vztahy, a již ne tolik zbytku skupiny, zatímco muži věří skupině a všem jejím členům více. Na individuální vztahy tolik důrazu ani důvěry nekladou.  Z toho se dá vyvodit závěr, že ženy jsou celkově více nedůvěřivé k cizím lidem, než jsou muži. Na druhou stranu ženy vkládají silnou důvěru do lidí, které znají.

#### Anglicky
- Stanford encyclopedia of philosophy, heslo Trust
- Trust Building Activities
- Trust: Making and Breaking Cooperative Relations
- Stony Brook University seminars on trust
- Various definitions of Trust